# Spontour
 (février 2024).
 (février 2024).
La mise en forme du texte ne suit pas les recommandations de Wikipédia : il faut le « wikifier ».
Les points d'amélioration suivants sont les cas les plus fréquents :
- Les titres sont pré-formatés par le logiciel. Ils ne sont ni en capitales, ni en gras.
- Le texte ne doit pas être écrit en capitales (les noms de famille non plus), ni en gras, ni en italique, ni en « petit »…
- Le gras n'est utilisé que pour surligner le titre de l'article dans l'introduction, une seule fois.
- L'italique est rarement utilisé : mots en langue étrangère, titres d'œuvres, noms de bateaux, etc.
- Les citations ne sont pas en italique mais en corps de texte normal. Elles sont entourées par des guillemets français : « et ».
- Les listes à puces sont à éviter, des paragraphes rédigés étant largement préférés. Les tableaux sont à réserver à la présentation de données structurées (résultats, etc.).
- Les appels de note de bas de page (petits chiffres en exposant, introduits par l'outil «  Source ») sont à placer entre la fin de phrase et le point final[comme ça].
- Les liens internes (vers d'autres articles de Wikipédia) sont à choisir avec parcimonie. Créez des liens vers des articles approfondissant le sujet. Les termes génériques sans rapport avec le sujet sont à éviter, ainsi que les répétitions de liens vers un même terme.
- Les liens externes sont à placer uniquement dans une section « Liens externes », à la fin de l'article. Ces liens sont à choisir avec parcimonie suivant les règles définies. Si un lien sert de source à l'article, son insertion dans le texte est à faire par les notes de bas de page.
- La présentation des références doit suivre les conventions bibliographiques. Il est recommandé d'utiliser les modèles {{Ouvrage}}, {{Chapitre}}, {{Article}}, {{Lien web}} et/ou {{Bibliographie}}. Le mode d'édition visuel peut mettre en forme automatiquement les références.
- Insérer une infobox (cadre d'informations à droite) n'est pas obligatoire pour parachever la mise en page.

Pour une aide détaillée, merci de consulter Aide:Wikification.
Si vous pensez que ces points ont été résolus, vous pouvez retirer ce bandeau et améliorer la mise en forme d'un autre article.

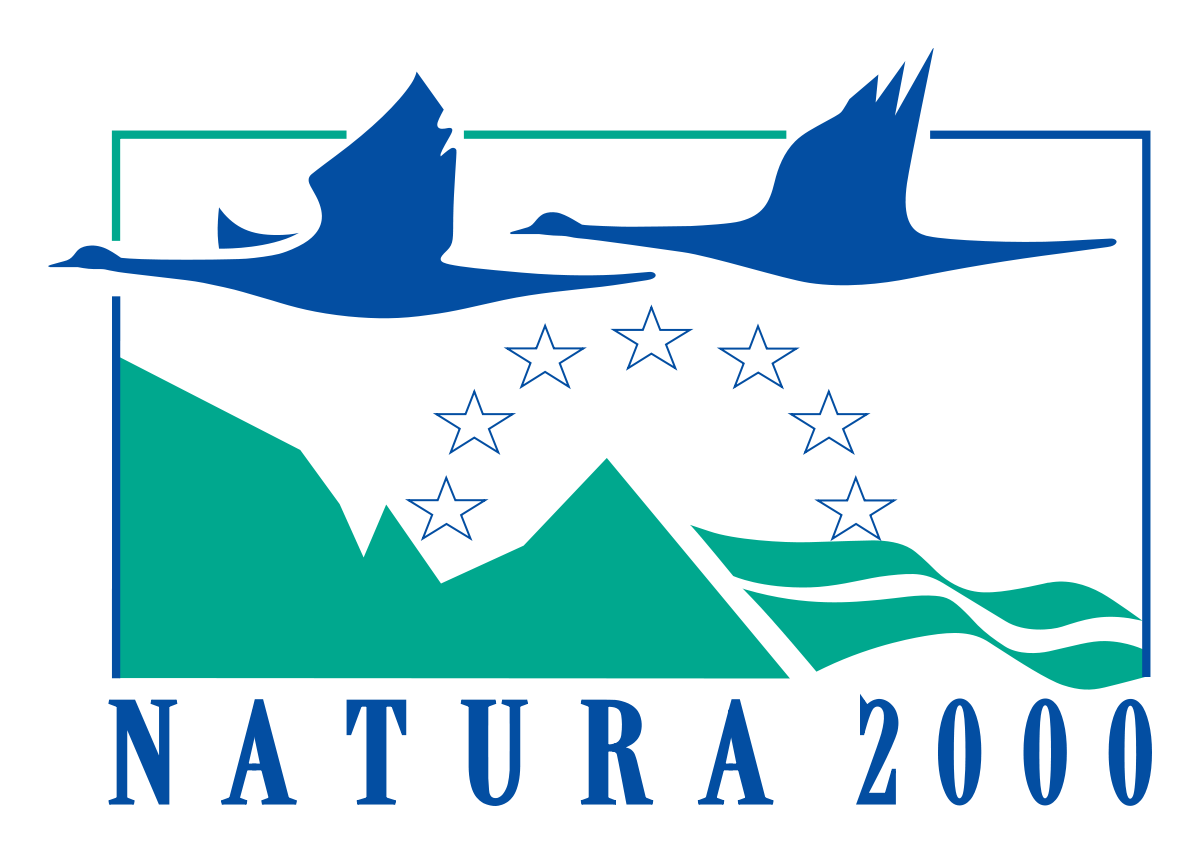
Logotype de Natura 2000

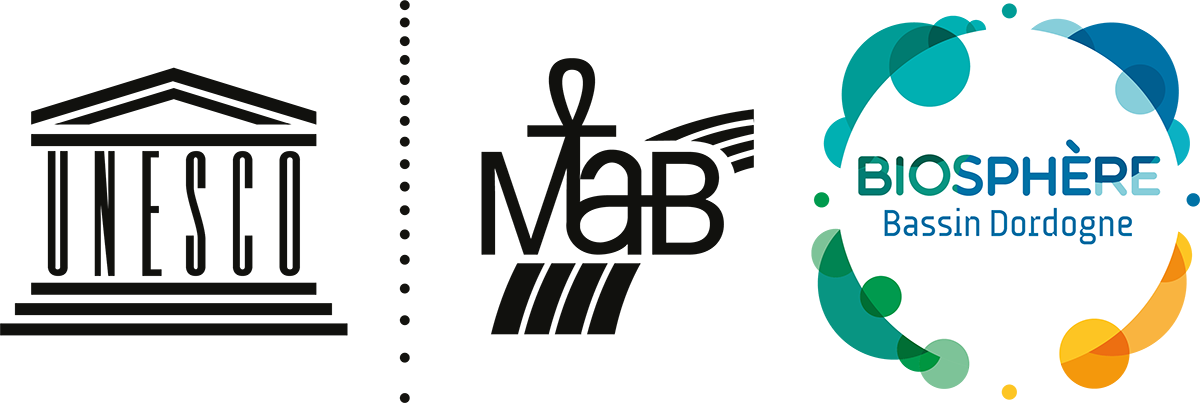
Logotype de la [https://biosphere-bassin-dordogne.fr Réserve de biosphère du bassin de la Dordogne

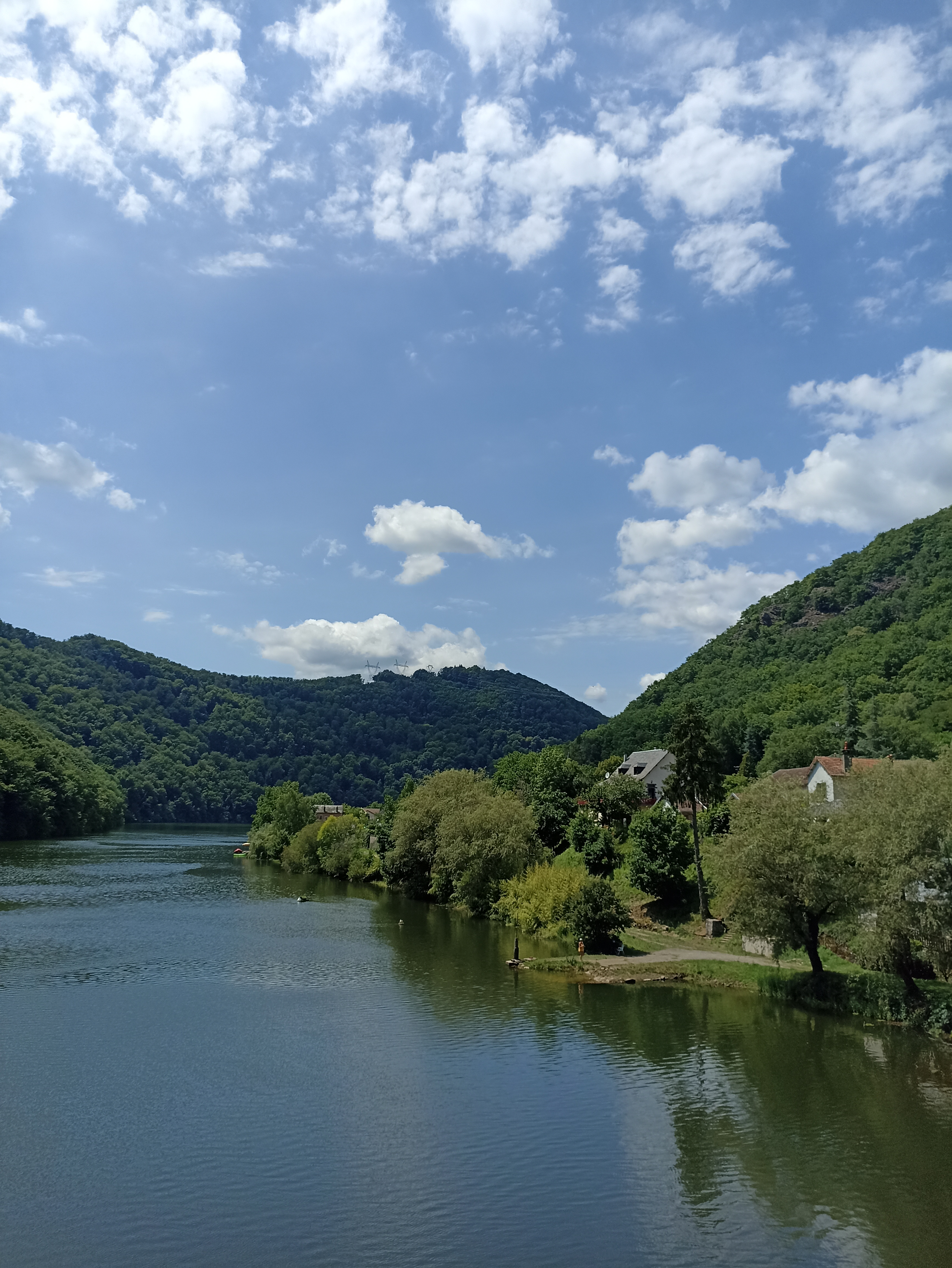
Berge vue depuis le pont

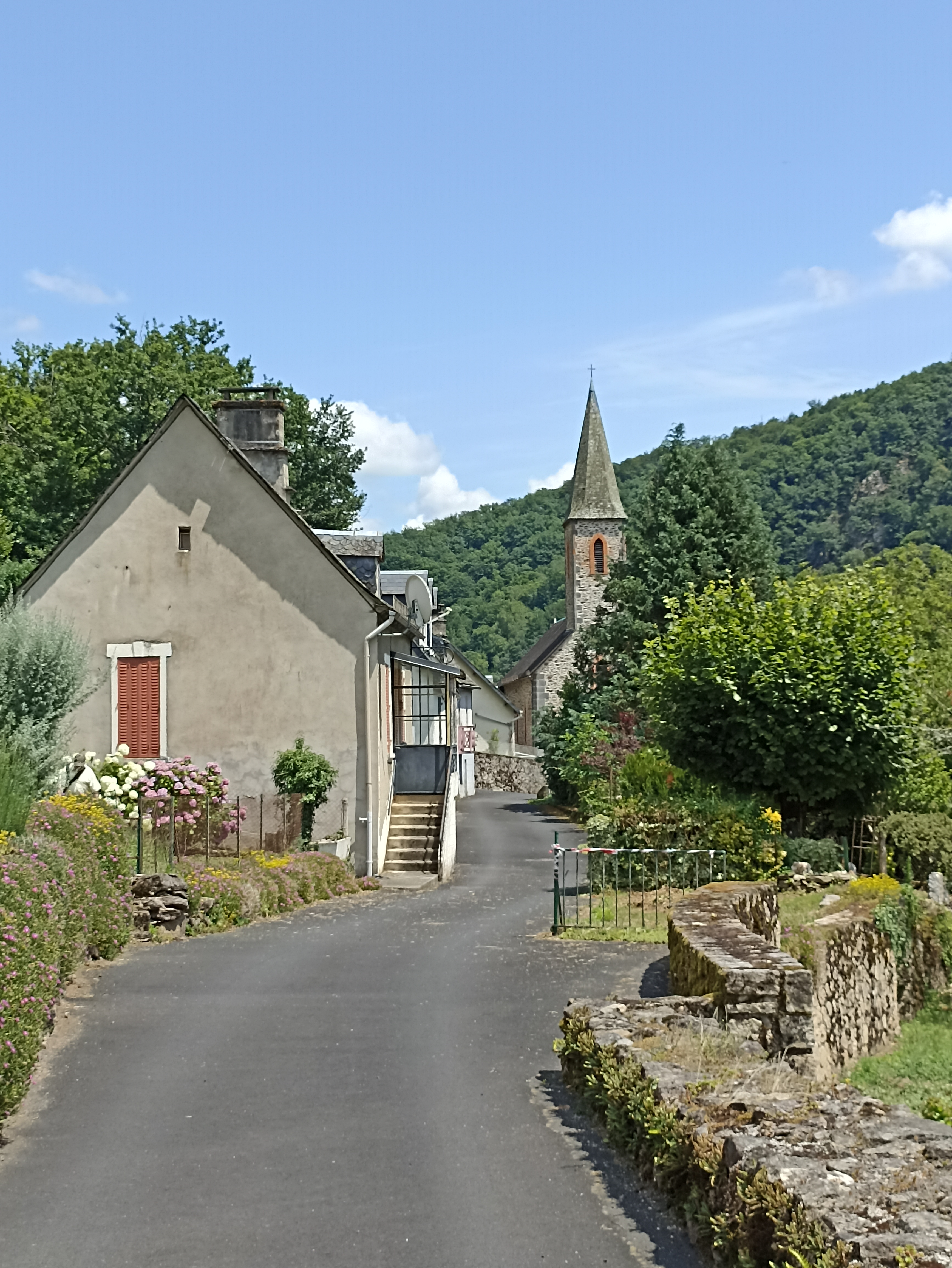
Ruelle dans le centre du village

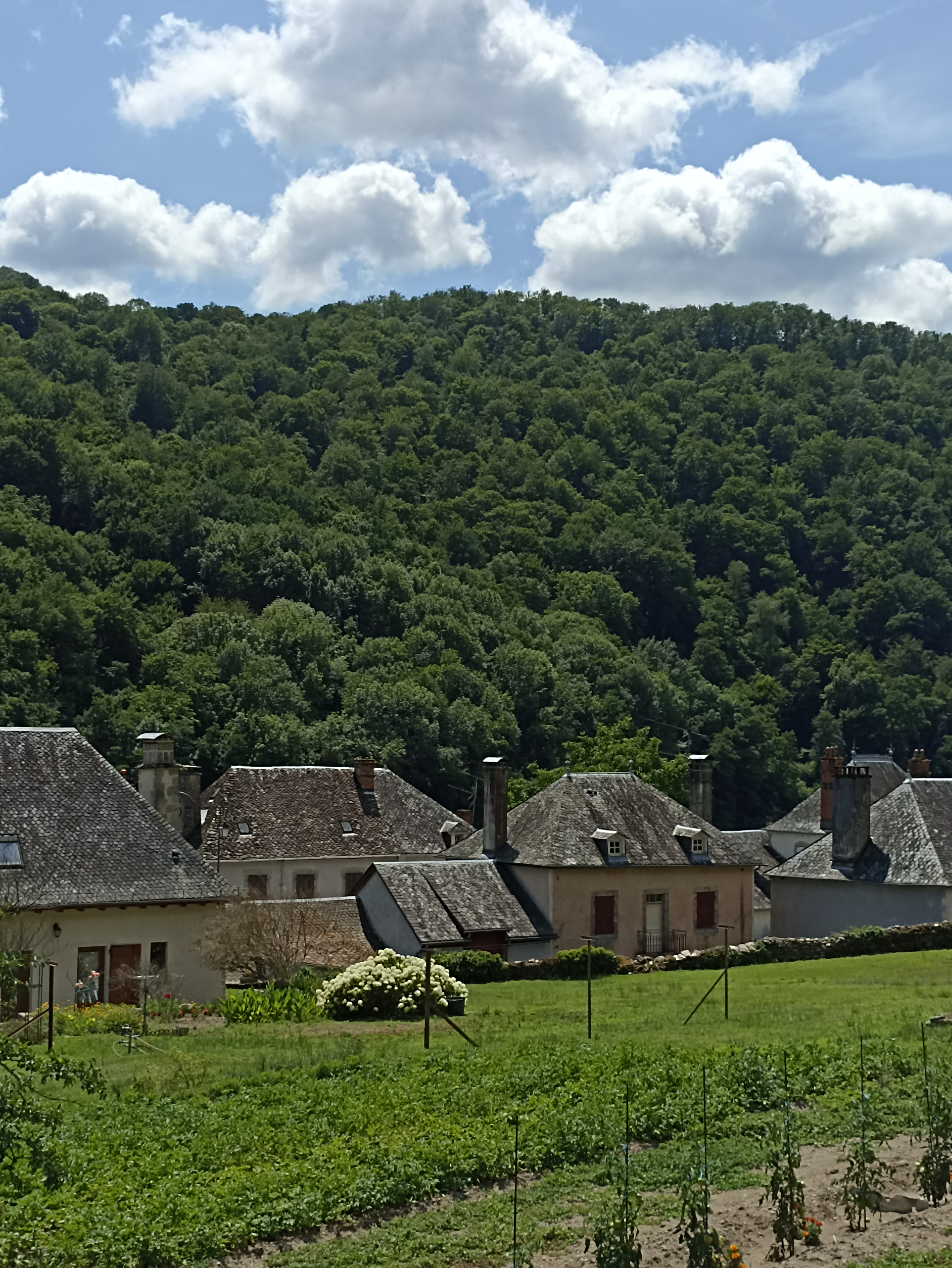
Vue depuis le centre du village

Spontour est un village des gorges de la Haute-Dordogne, situé dans la commune de Soursac, en Corrèze (19). Le hameau est historiquement connu pour la construction de gabares, ces barques traditionnelles servant au transport de marchandises sur les rivières et les estuaires.

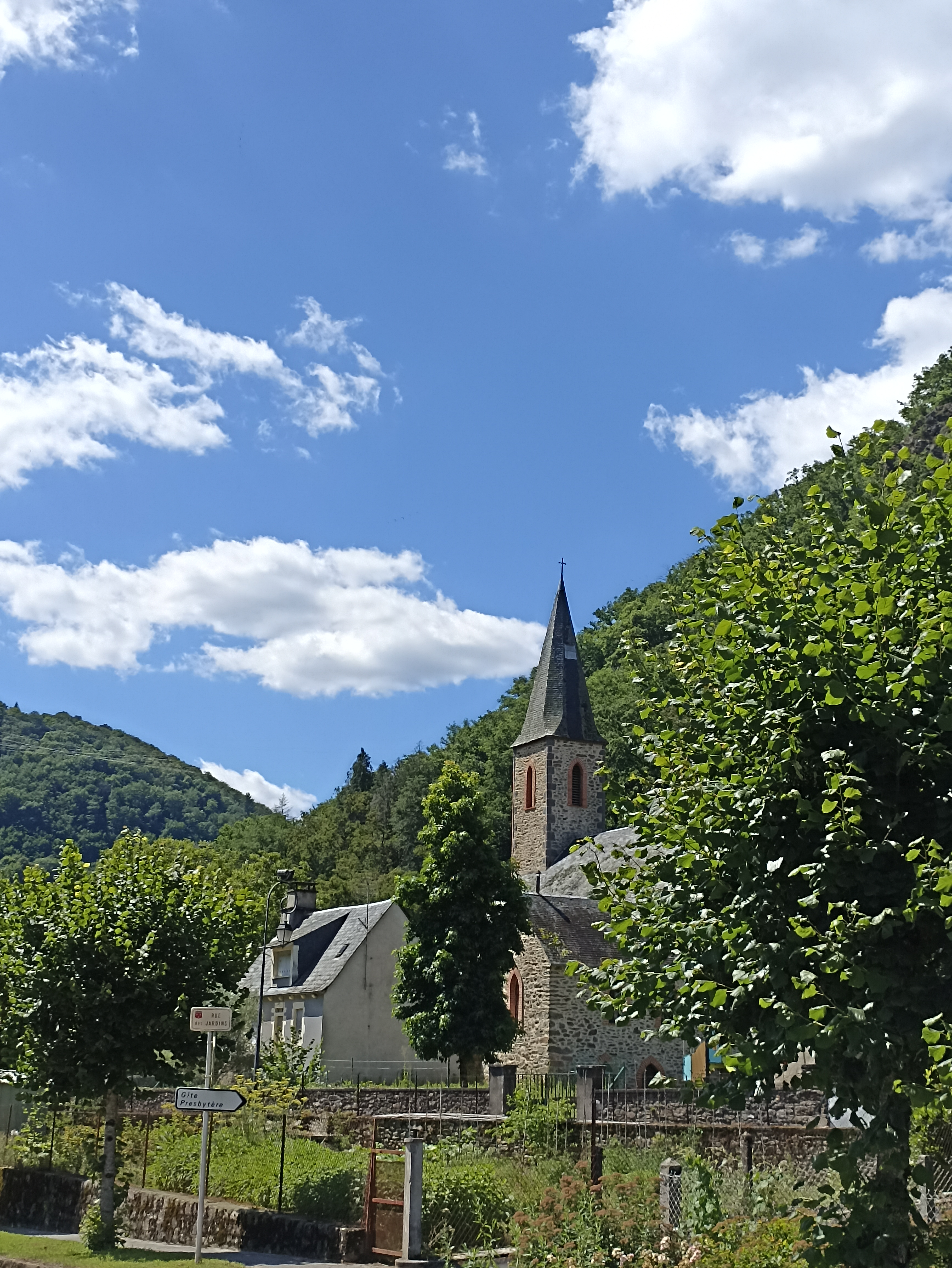
Clocher de l'église

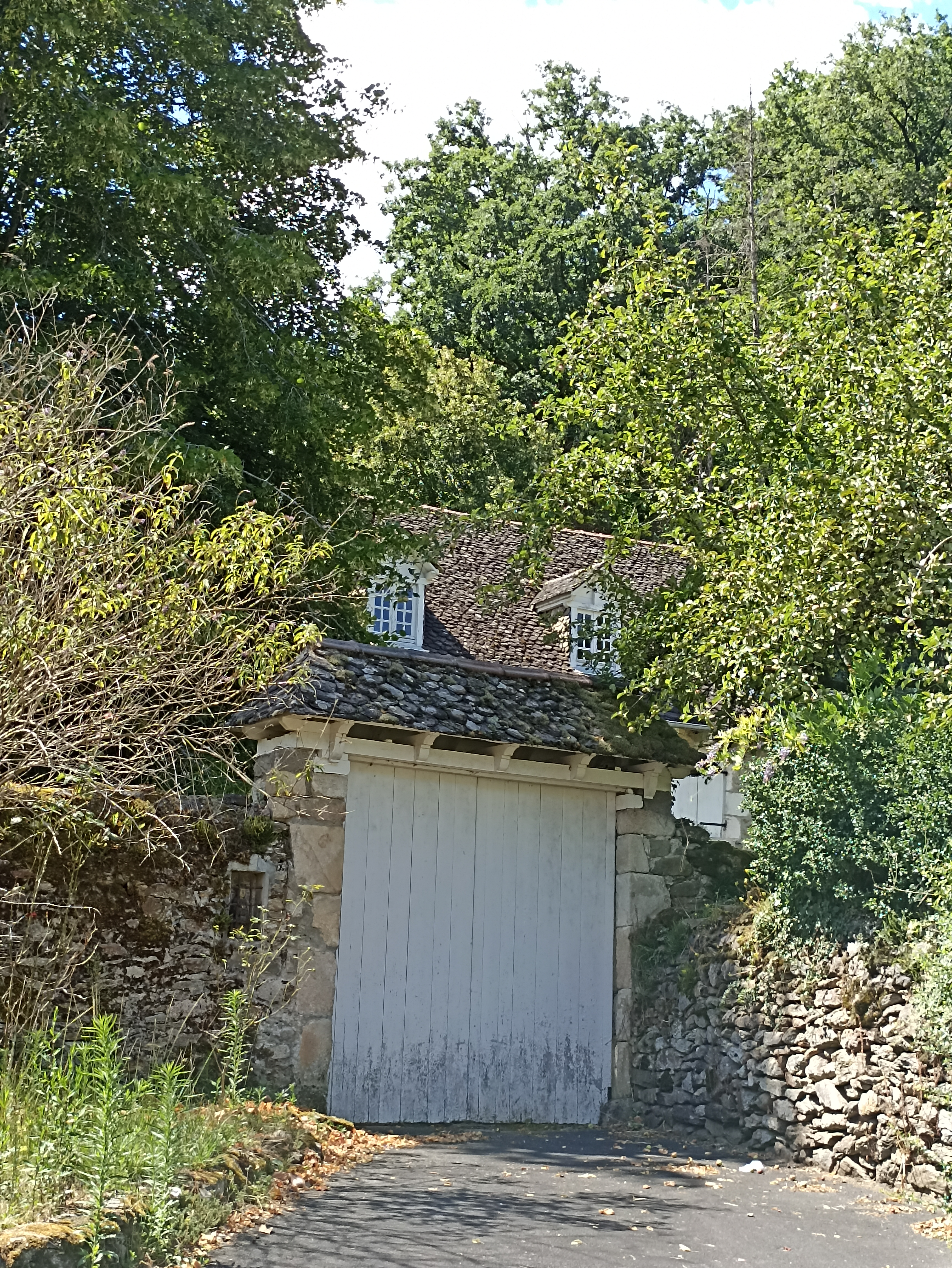
Portail du château de Spontour

## Toponymie
Le village tire son nom de deux petits ponts sur la Dordogne : en limousin, Es Pontours signifie « aux petits ponts ». Le mot Spontour peut aussi venir du fait que Spontour comptait quantité de chantiers de construction de gabares, le mot "Pontour" signifiant : chantier naval fluvial. 

## Administration
Le village de Spontour est intégré aux collectivités territoriales suivantes : 
- la commune de Soursac ;

- la communauté de communes Haute-Corrèze Communauté ;
- le département de la Corrèze ;
- la région culturelle du Limousin ;
- la région administrative de Nouvelle-Aquitaine, depuis le 1er janvier 2016.

## Géographie

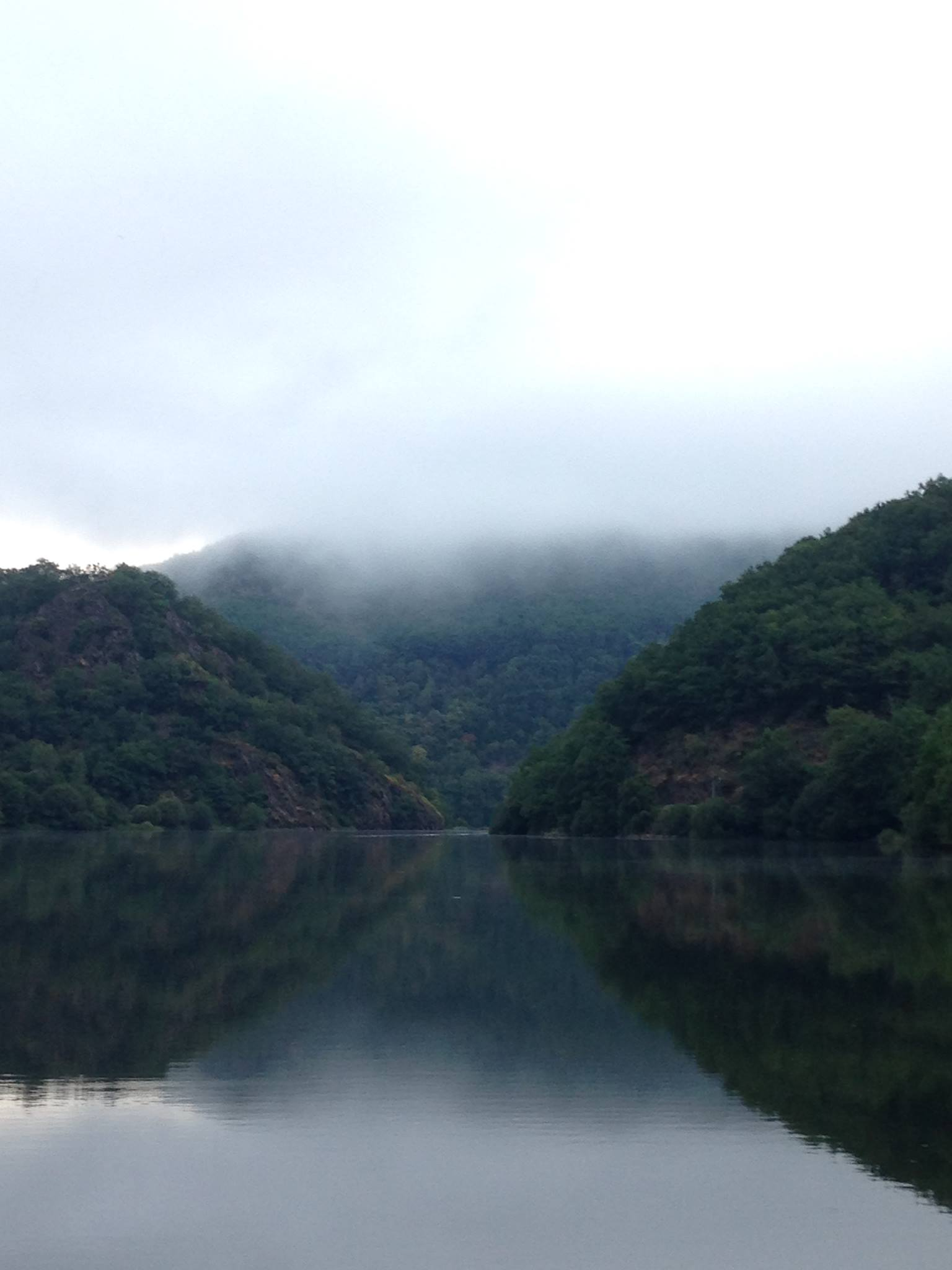
La Dordogne au petit matin

Le village se situe à 270 mètres d'altitude dans le Massif central, plus précisément dans les Gorges de la Haute-Dordogne. Flanqué par la Dordogne, Spontour est six kilomètres en aval du barrage de l'Aigle. 

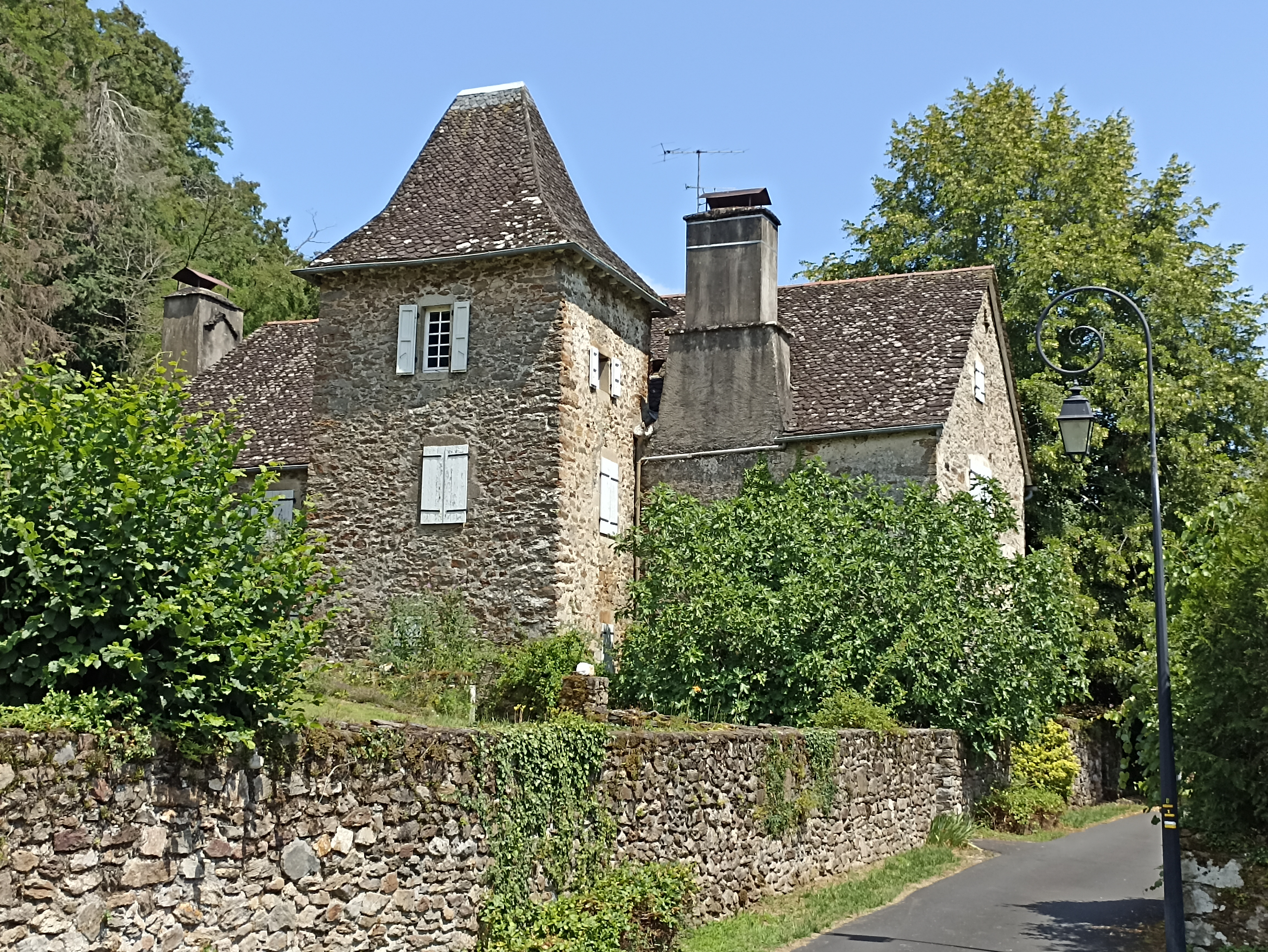
Château de Spontour

Le bourg s'étire sur un kilomètre le long de la rivière. Les maisons les plus basses ont été rasées, puis noyées, lors de la mise en eau du barrage du Chastang en 1952. 
Lorsque les eaux sont basses, les ruines de l’abbaye de la Valette émergent dans le méandre du Rioux Grand.

## Biodiversité
Politique européenne
Spontour fait partie d'un vaste site intégré au réseau européen Natura 2000. Ce réseau, constitué d’un ensemble de sites naturels, terrestres et marins, vise à assurer la survie à long terme des espèces et des habitats particulièrement menacés, à forts enjeux de conservation en Europe.        
L’objectif de la démarche européenne, fondée sur les directives Oiseaux et Habitats faune flore, est double : 
La préservation de la diversité biologique et du patrimoine naturel : le maintien ou le rétablissement du bon état de conservation des habitats et des espèces s’appuie sur le développement de leur connaissance ainsi que sur la mise en place de mesures de gestion au sein d’aires géographiques spécialement identifiées, les sites Natura 2000. Le maillage de sites s’étend sur tout le territoire de l’Union européenne pour une politique cohérente de préservation des espèces et des habitats naturels ; 
La prise en compte des exigences économiques, sociales et culturelles, ainsi que des particularités régionales : les projets d’aménagements ou les activités humaines ne sont pas exclus dans les sites Natura 2000, sous réserve qu’ils soient compatibles avec les objectifs de conservation des habitats et des espèces qui ont justifié la désignation des sites. 
Politique mondiale
Le village et ses environs font partie de la prestigieuse Réserve de biosphère du bassin de la Dordogne classée au patrimoine mondial de l'Unesco le 11 juillet 2012.
Spontour est inclus dans cette Réserve, précisément dans une zone tampon entre deux aires centrales. Dans cette zone tampon, les acteurs de la Réserve doivent œuvrer pour que les activités qui s’y exercent soient compatibles avec des objectifs de conservation des milieux. 
Au sein de la Réserve, les zones tampons sont identifiées pour la richesse de leur biodiversité et pour leur éligibilité à rejoindre à terme les aires centrales dans le cadre d’une extension. De l’importance de respecter les objectifs de conservation des milieux. 
Ces deux programmes internationaux soulignent le caractère exceptionnel des gorges de la Dordogne et sensibilisent les institutions françaises sur l’importance de leur sauvegarde.

## Histoire

### Les gabares
Spontour était autrefois un centre important de construction de gabares, du XVIIe siècle jusqu'au début du XXe siècle.  
Ces barques prennent les deux orthographes, l'une, « gabarre », est issue de l'ancien provençal gabarra, l'autre, « gabare », est simplifiée. 
Le bois
Le bois était une ressource majeure jusqu'au début du XXe siècle. Toute l'économie du village était destinée à la fabrication des gabares et au commerce du bois. Le bois était coupé et destiné aux vignerons du Bordelais. Le chêne était utilisé pour la tonnellerie et le châtaignier pour les ceps de vignes. 
Les collines de la vallée étaient déboisées par l'exploitation forestière. Les forêts se sont reconstituées après l'arrêt de cette activité, il y a une centaine d'années. 
Les chantiers
Ces barques à fond plat étaient conçues pour limiter les frictions et assurer la stabilité des marchandises à bord. Selon le tonnage, on distinguait le gabarau, le courpet, le coujadour et la nau. Ces différents modèles mesuraient de 7 à 20 mètres de long et pouvaient transporter jusqu'à 150 tonnes de marchandise.  
Le savoir-faire du village était reconnu avec une douzaine de chantiers à son apogée dans les années 1850, un record pour une zone montagneuse. A la fin du XIXe siècle, 350 bateaux étaient fabriqués chaque année. 
Les convois
Spontour était à la fois le centre de construction des gabares et le point de départ des gabariers qui convoyaient des chargements de bois sur la Dordogne en direction du Bordelais. Les convois passaient par les ports d'Argentat, de Souillac, de Bergerac et de Libourne dans lesquels les échanges commerciaux se faisaient pendant des siècles. 
L'économie de la région dépendait de la Dordogne et de ses embarcations. Les gabares embarquaient des matelots, des charpentiers et des commerçants. Ils vendaient le bois, le charbon, le fromage du Cantal, les cuirs et les peaux de Bort-les-Orgues. 
Les gabares faisaient un voyage à sens unique car il était impossible remonter la Dordogne. Les bateaux étaient démantelés à leur arrivée dans le sud-ouest, puis vendus en bois de chauffage. Les matelots rentraient à pied le long du fleuve. Les auberges et les villages sur le chemin du retour étaient également des lieux d'affaires.
La grande époque des gabares spontournoises s'achèvera en 1934 dans un contexte de pénurie de bois et de progrès techniques, les nouveaux moyens de locomotion ayant des capacités de chargement bien plus conséquentes.

### Le barrage de l'Aigle
Le chantier
Spontour se situe en aval du barrage de l'Aigle (1935-1945), un édifice reconnu pour l'originalité de son architecture de type poids-voûte avec ses doubles évacuateurs de crues. L'infrastructure est construite à cheval sur deux départements, celui du Cantal (15) et celui de la Corrèze (19).
L’essentiel de la construction de cet édifice a eu lieu pendant la Seconde guerre mondiale. Le dossier du projet a été déposé en 1929, le décret de concession du barrage à l’Énergie électrique de la Moyenne Dordogne a été rédigé en 1934, les travaux préparatoires ont été effectués de 1935 à 1940 et finalement le projet a été reporté pour cause d’occupation et de guerre. Le barrage aurait dû être achevé en 1942.
La Résistance
Le chantier du barrage avance à grands pas, mais l’occupation allemande de la zone libre en novembre 1942 vient le bouleverser. Si l’occupant s’est solidement installé au barrage de Marèges, il ne place cependant pas de troupes sur le chantier de l’Aigle. Pourtant la menace plane et la résistance s’organise.
Un jeune ingénieur des Ponts et Chaussées travaillant sur le chantier, André Decelle (qui sera directeur général d’EDF de 1962 à 1967), prisonnier évadé, est en lien avec l’Organisation de résistance de l’armée (ORA), construite au sein de l’armée de Vichy (dissoute au moment de l’invasion de la zone libre) par les militaires souhaitant poursuivre le combat contre l’Allemagne. Il en est le délégué départemental pour le Cantal, connu comme le « commandant Didier ».
Sous son impulsion, le chantier du barrage de l’Aigle devient l'une des places fortes de l’ORA. La tactique de l’organisation s’oppose en tous points à celle des Francs-tireurs et des partisans français (FTPF) proches des communistes, très présents en Corrèze. Là où ces derniers privilégiaient l’action immédiate de guérilla contre l’occupant, l’ORA préférait se préparer minutieusement pour ne déployer son activité qu’après le débarquement allié.
En juin 1944, l’ORA du barrage de l’Aigle, équipée grâce à plusieurs parachutages, entre en action. Ses hommes se fondent avec ceux des FTPF et de l’Armée secrète, pour former les Forces françaises de l’intérieur (FFI) qui accablent les troupes allemandes. Plusieurs batailles rangées ont lieu dans les environs du barrage. Les conflits armés ne tournent pas tous à l’avantage de la Résistance mais ils épargnent les civils qui sont exposés au massacre dans la ville de Tulle ou dans le village d'Oradour-sur-Glane.
Comme l’ensemble du sud-ouest, la région du barrage de l’Aigle se libère seule de l’occupant, sans l’intervention des troupes alliées. Une partie des hommes impliqués aux côtés du commandant Didier s’engage ensuite dans l’armée française reconstituée pour combattre le nazisme jusqu’au cœur de l’Allemagne. Quant au barrage de l'Aigle, il entrera en service en octobre 1945, quelques mois après la fin de la Seconde Guerre mondiale.

## Culture
Spontour rend hommage à la construction des gabares, source historique de sa prospérité, en proposant des croisières commentées à bord d'une authentique gabare restaurée pendant la haute saison. 
Une partie du roman L'Âme de la vallée, troisième tome de La rivière Espérance (série de romans ayant pour thème les gabariers) se déroule à Spontour.
Le film Lumière d'été de Jean Grémillon a été tourné à Spontour.

## Personnages
- Paulette Lajoinie, originaire de Spontour, était l'épouse d'André Lajoinie, membre du parti communiste français et candidat à l'élection présidentielle de 1988.
- Altéro Betti, accordéoniste et compositeur d'origine italienne, fondateur du café Au Triolet, habitait le village de Spontour.

## Évènements
Spontour accueille plusieurs évènements réguliers tels que :
- le concours de pêche ;
- le concours de pétanque.

Le village a organisé la « Journée de l'art et de la création » chaque été pendant de longues années. Un vide-grenier était associé à cette manifestation.

## Loisirs
Spontour et ses environs proposent de nombreux loisirs :
- les croisières en gabare organisées par une association locale[5]pendant la saison estivale ;
- la pratique nautique grâce à sa cale de mise à l’eau, son petit port, ainsi qu'un embarcadère pour les croisières en gabare ;
- la petite piscine municipale (un bassin de faible profondeur et une pataugeoire) ouverte l'été, en juillet et en août ;
- les visites du barrage de l'Aigle, à quelques kilomètres du village, sont organisées tout au long de l'année.

## Sport
Le village est propice à la pratique sportive avec :
- un itinéraire de randonnée « La Dordogne de Villages en Barrages»[6] ;
- un itinéraire cycliste de 120 kilomètres "« Le tour de Chalvignac » ;
- un terrain de pétanque ;
- un terrain de tennis.

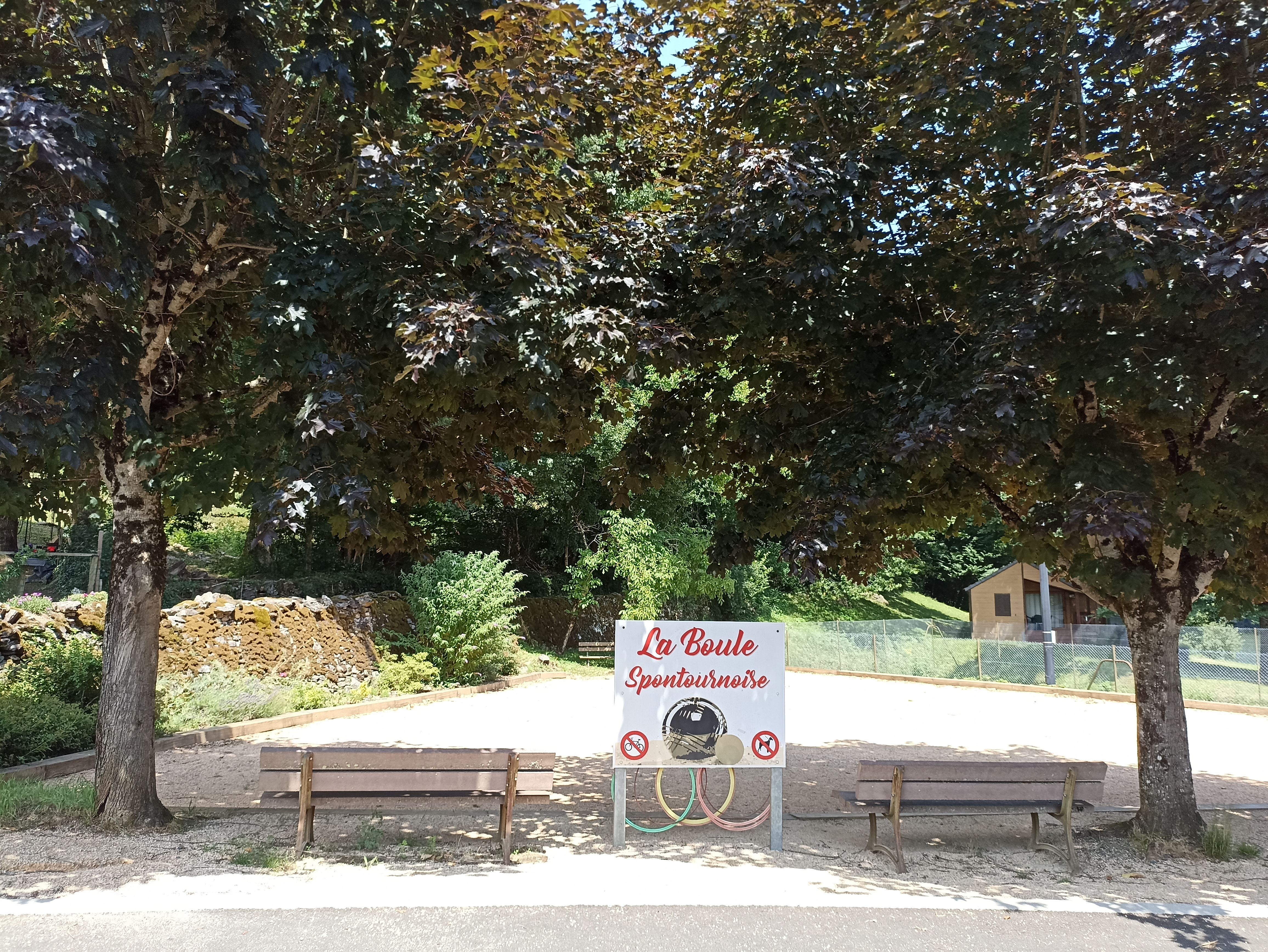
Terrain de pétanque
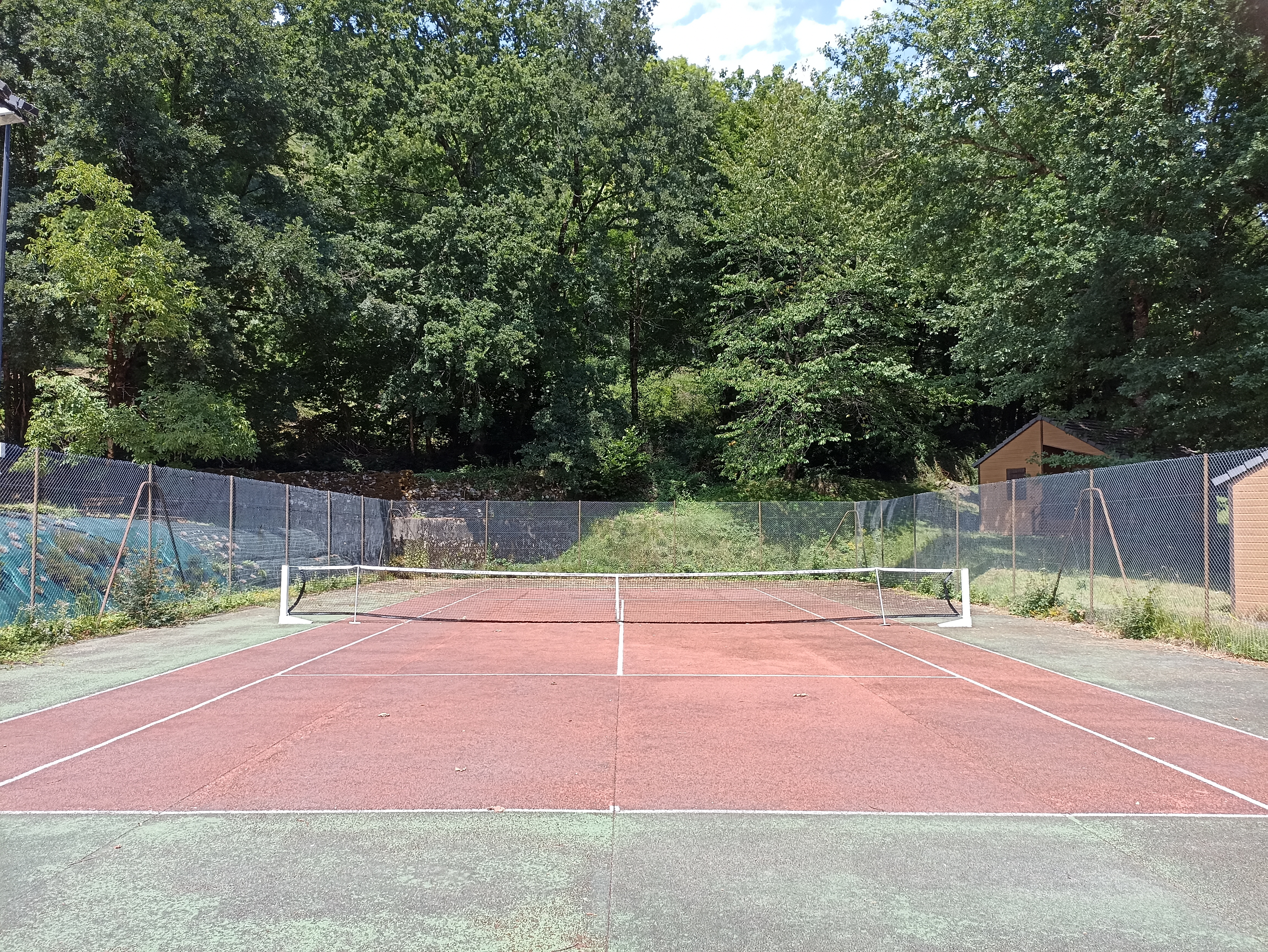
Terrain de tennis

Spontour avait autrefois : 
- sa section natation et de canotage[7] de 1925 à 1935 ;
- ses fêtes nautiques[8] sur la Dordogne de 1925 à 1951.

## Restauration
Pour les voyageurs, les croisiéristes et les cyclistes, il est possible de faire une halte Au Triolet-Café à l'entrée du village.  

Le café-restaurant-guinguette organise des concerts, des scènes libres et des bals traditionnels, du printemps à l'automne.  

Au triolet-Café
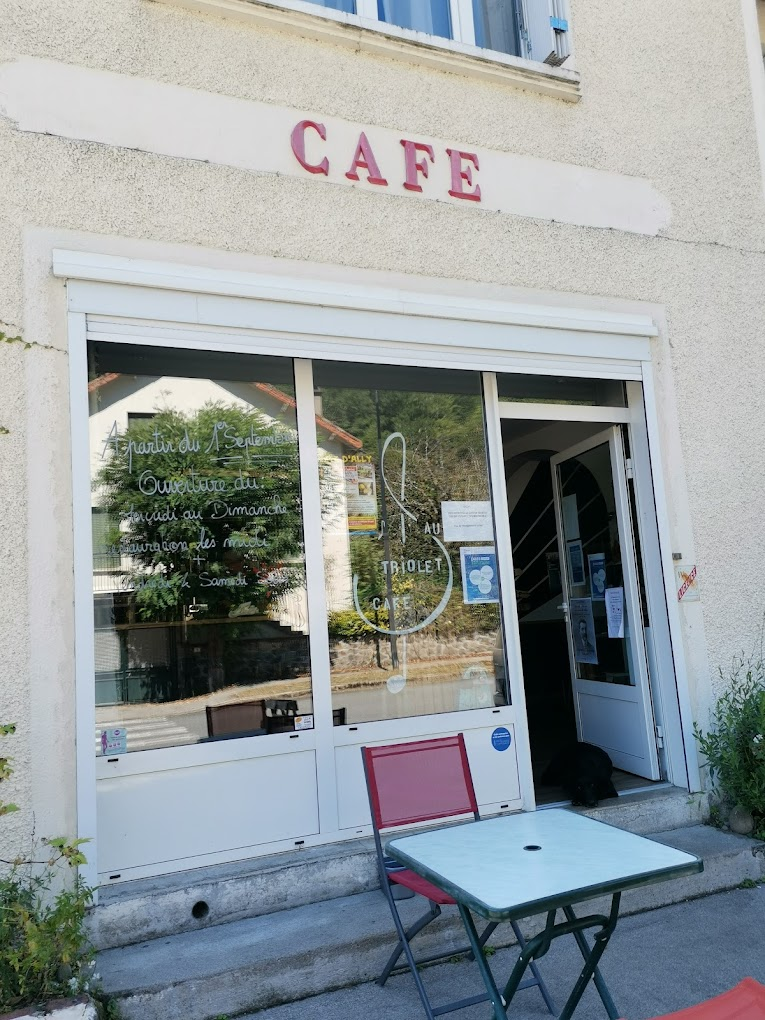
Entrée
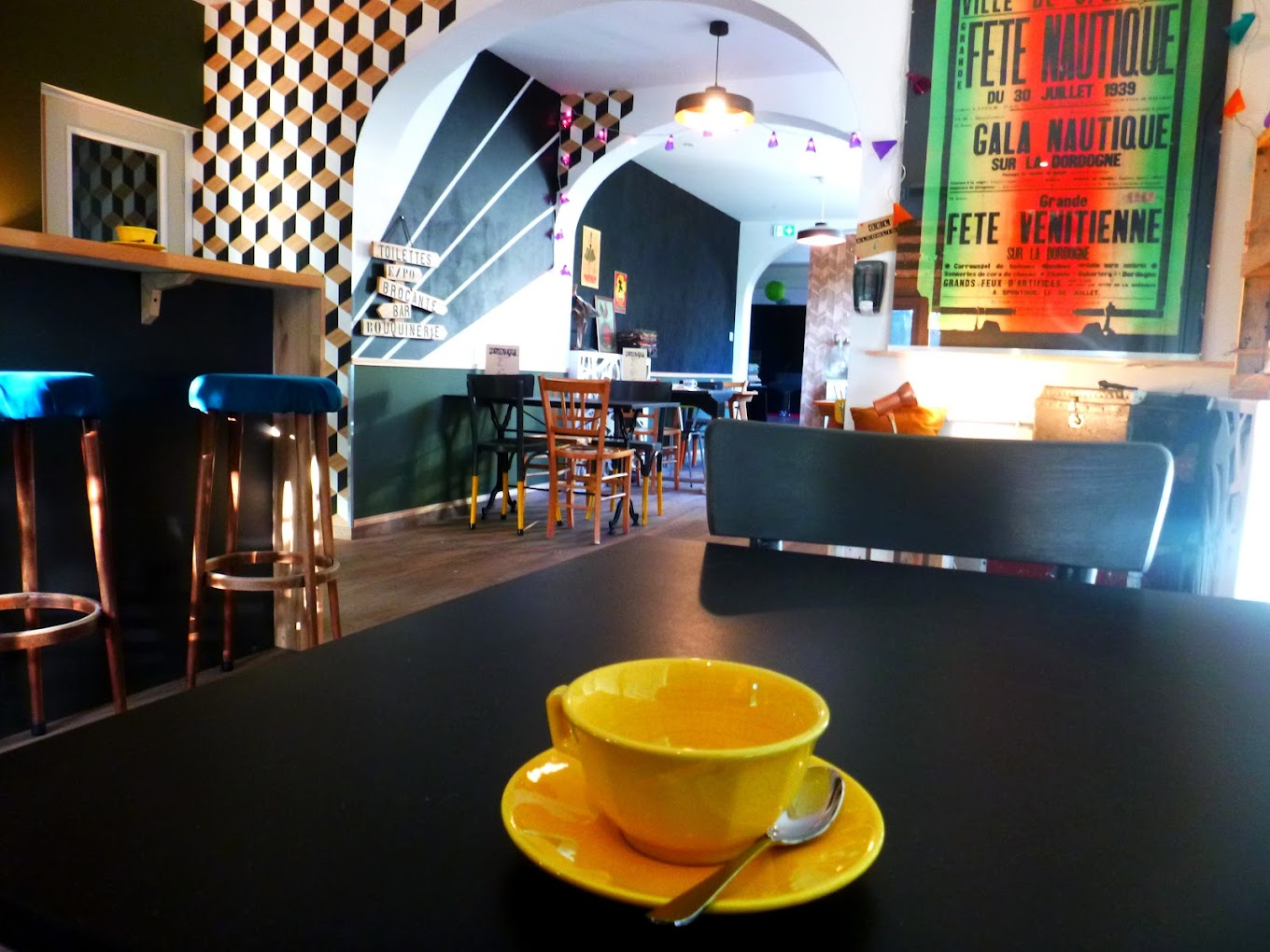
Intérieur
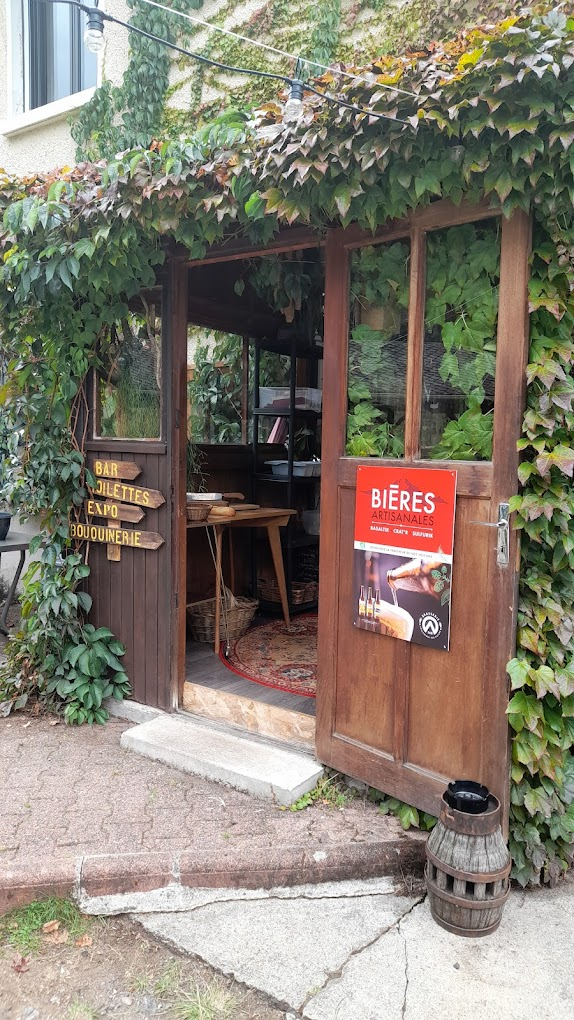
Véranda
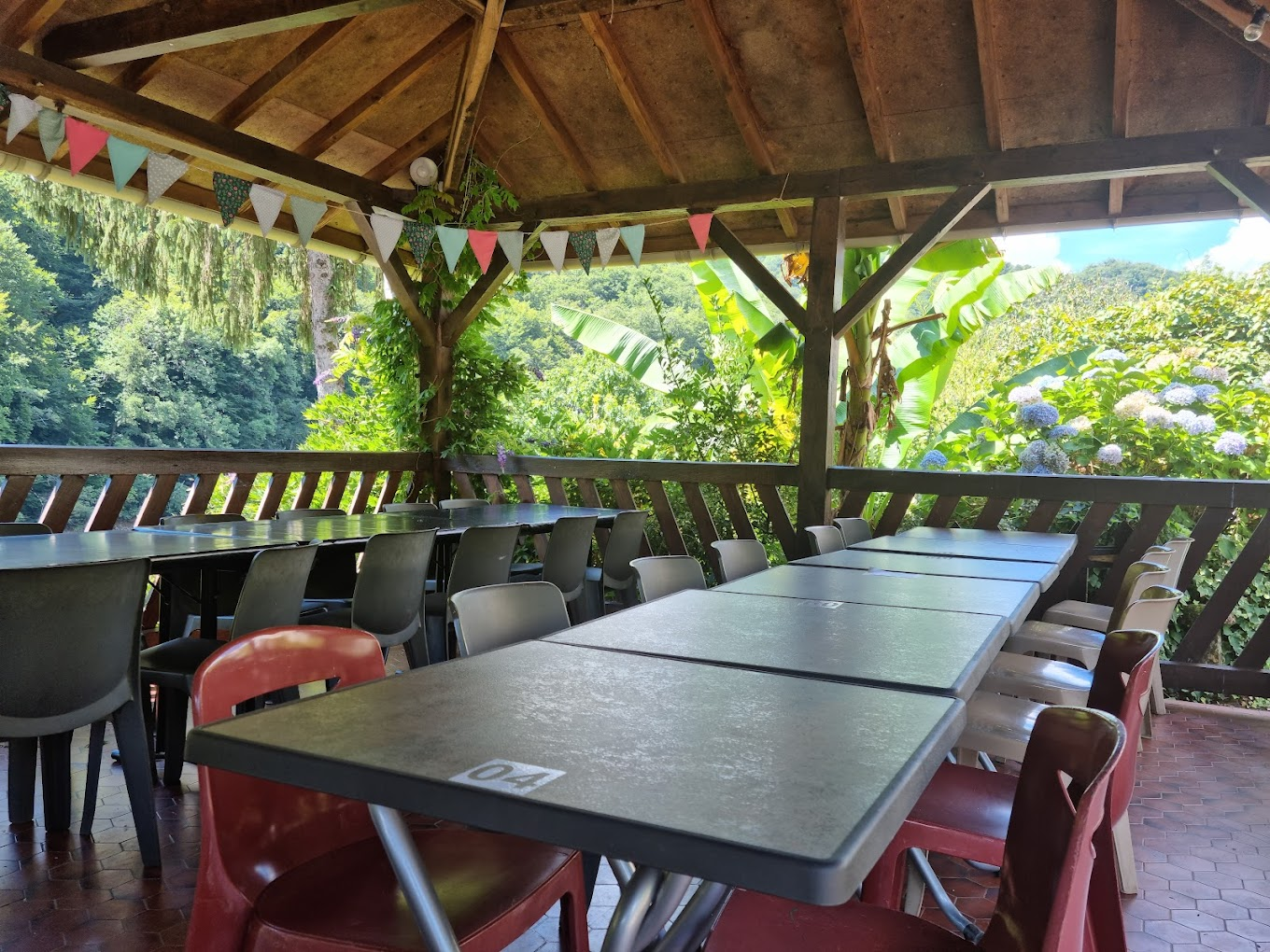
Terrasse couverte
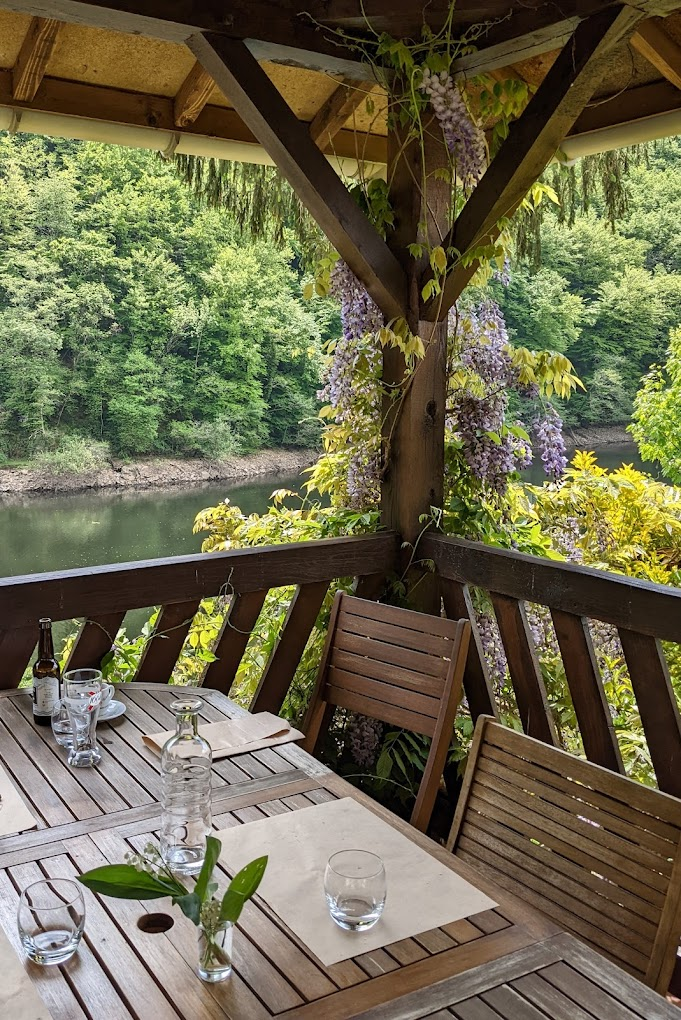
Berge de la Dordogne

## Gîtes et camping
Le village dispose d'un parc immobilier destiné à la location saisonnière :
- les gîtes (presbytère, chalets, ancienne école communale) ;&
- le camping municipal ouvert pendant la saison estivale.

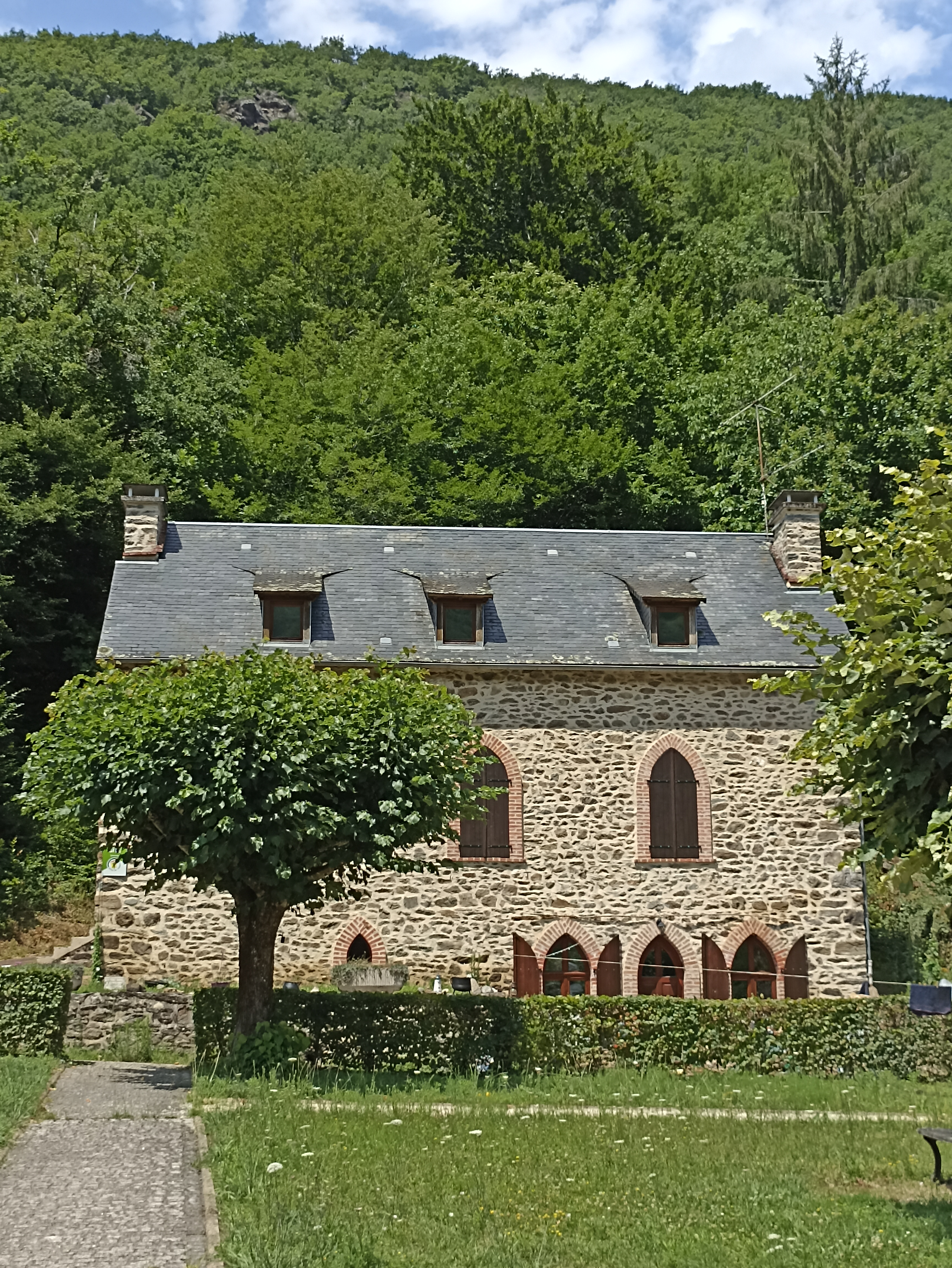
Presbytère (gîte)
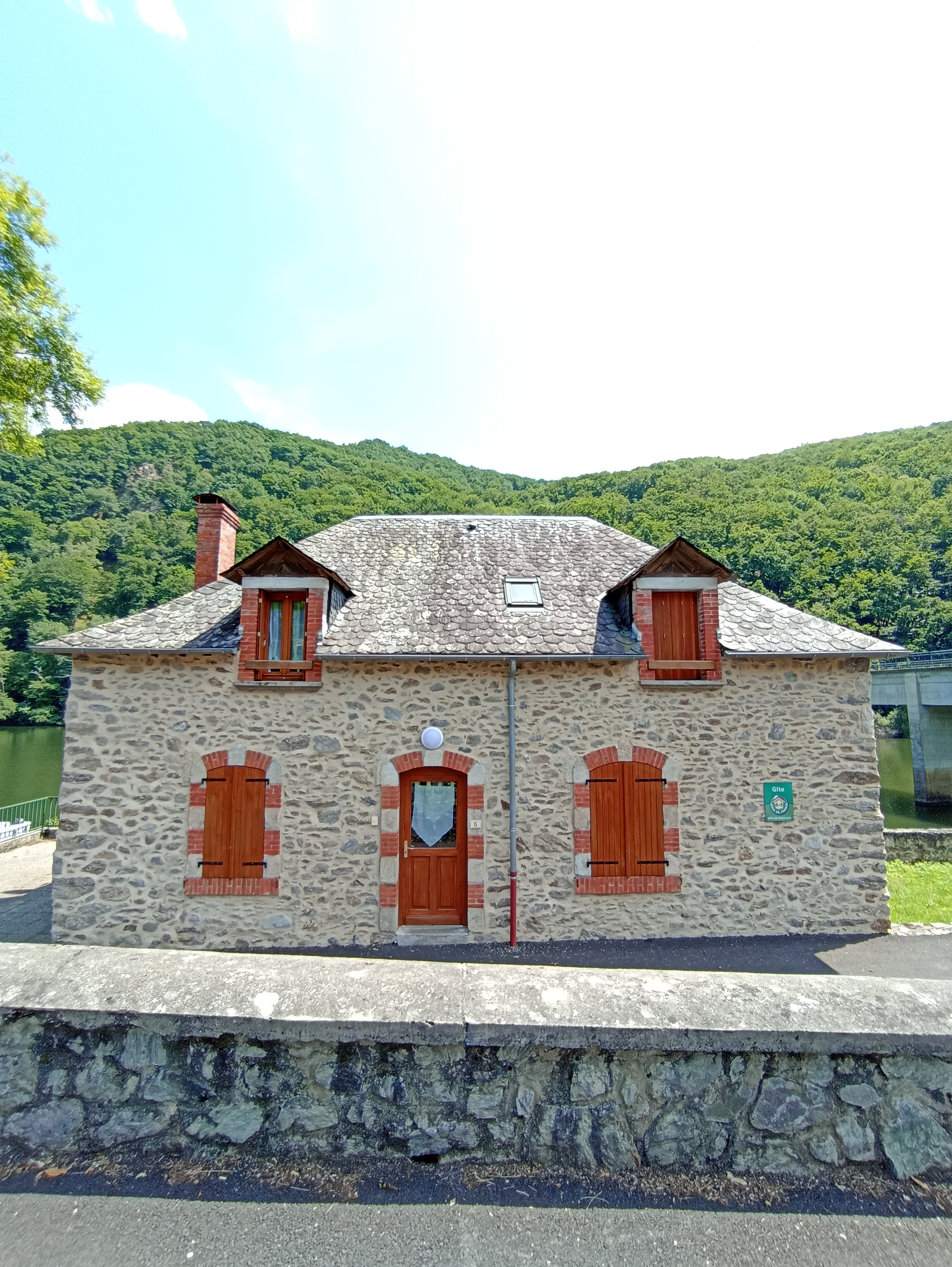
Ancienne auberge (gîte)
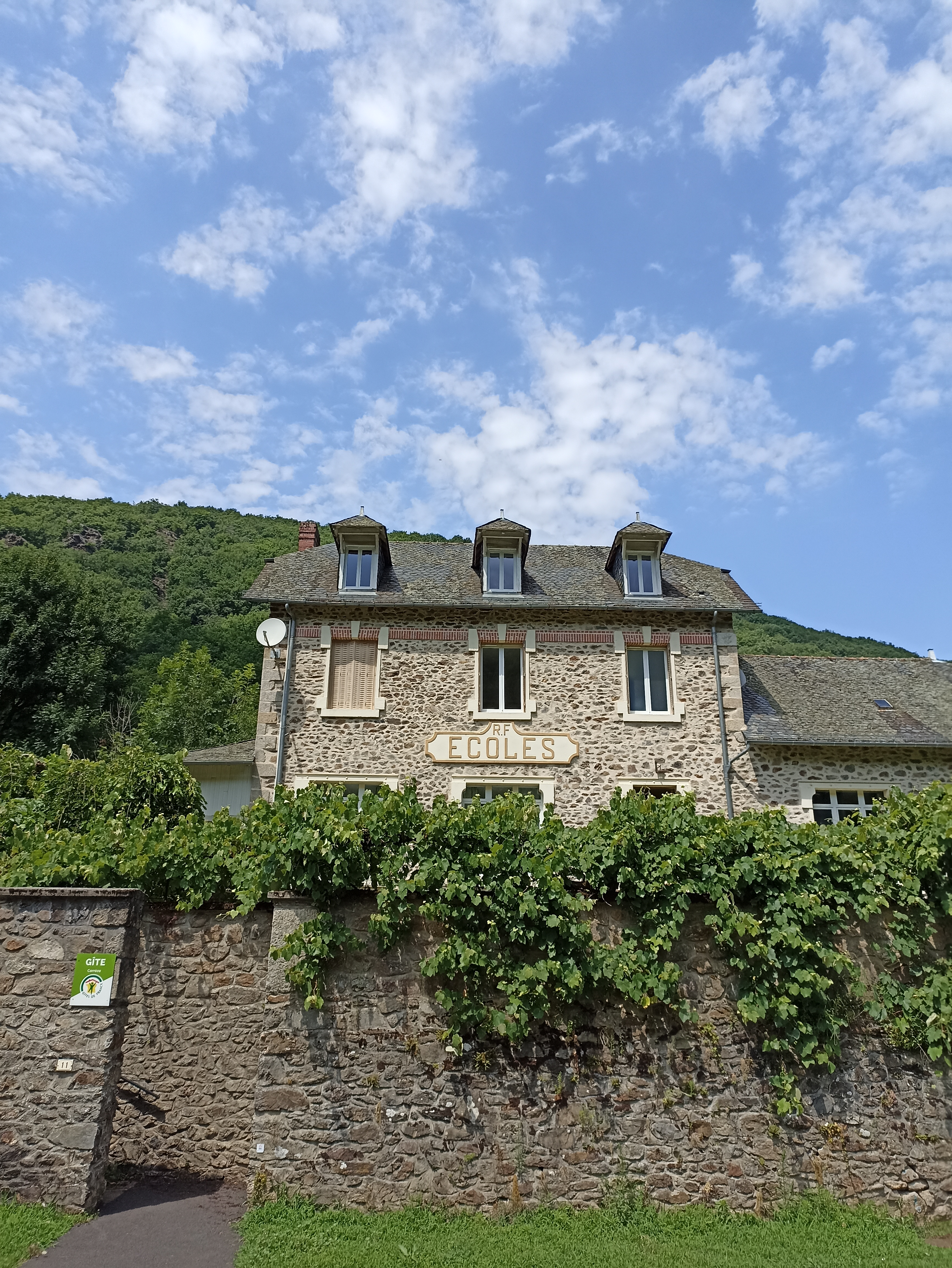
Ancienne école (gîte)